# Ernst-Meister-Preis für Lyrik
Der Ernst Meister-Preis für Lyrik wurde 1981 von der Stadt Hagen als Literaturpreis gestiftet. Mit ihm soll an den Hagener Lyriker Ernst Meister erinnert werden. 
Die Auszeichnung wurde seit 2001 alle zwei bis drei Jahre verliehen. Sie bestand in der Regel aus dem mit 13.000 Euro dotierten Hauptpreis und zwei mit je 2.250 Euro dotierten Förderpreisen (Westfälischer Förderpreis und Allgemeiner Förderpreis). Der Hauptpreis zeichnete das Werk eines Autors aus, das „die Verantwortung für Sprache und Poesie auf besondere Weise zum Ausdruck bringt“ (Satzung). Die 2001 zusätzlich gestifteten Förderpreise waren für Nachwuchsautoren gedacht, von denen einer aus Westfalen kommen sollte. Ihre Werke sollten sich durch Experimentierfreude und besondere Aufmerksamkeit im Umgang mit Sprache auszeichnen. Mitgetragen wurde der Preis von der Kulturstiftung der Westfälischen Provinzial. In dieser Form wurde der Preis zuletzt 2011 vergeben.
Seit 2018 wird der Preis mit Unterstützung der Fernuniversität in Hagen und der Sparda-Bank West unter der Schirmherrschaft des Oberbürgermeisters der Stadt Hagen alle zwei bis drei Jahre vergeben und ist jetzt mit 5.000 Euro dotiert. Eine Jury, bestehend aus fünf Personen, wählt aus mehreren Vorschlägen des Lehrstuhls für Neuere deutsche Literaturwissenschaft und Medienästhetik an der Fernuniversität Hagen den jeweiligen Preisträger aus.  
Jury 2018: Michael Niehaus (Fernuniversität Hagen), Armin Schäfer (Ruhruniversität Bochum), Frank Schablewski (Schriftsteller, Aachen), Margarita Kaufmann (Beigeordnete für Kultur, Hagen) und Tayfun Belgin (Künstlerischer Leiter des Fachbereichs Kultur, Hagen)
Jury 2021: Cornelia Epping-Jäger (Ruhruniversität Bochum), Michael Niehaus (Fernuniversität Hagen), Armin Schäfer (Ruhruniversität Bochum), Frank Schablewski (Dichter und Autor, Aachen) und Thomas Bleicher (Sprach- und Literaturwissenschaftler, Journalist) 

## Preisträger
- 1981 Christoph Meckel
- 1986 Oskar Pastior
- 1990 Paul Wühr
- 1994 Michael Krüger
- 2001 Brigitte Oleschinski (Hauptpreis, HP), Jochen Winter (HP), Jürgen Wiersch (Allgemeiner Förderpreis, AF), Helwig Brunner (AF), Sabine Scho (AF)
- 2003 Lutz Seiler (HP), Ulf Stolterfoht (Westfälischer Förderpreis, WF), Hendrik Rost (AF)
- 2005 Jan Wagner (HP), Nicolai Kobus (WF), Andreas Münzner (AF)
- 2008 Monika Rinck (HP), Ulrike Almut Sandig (AF), Mirko Bonné (WF)
- 2011 Marion Poschmann (HP), Jan Skudlarek, Münster (WF) Daniela Seel, Berlin (AF)
- 2018 Barbara Köhler[1]
- 2021 Anja Utler[2]
- 2024 Uljana Wolf[3]